# 海南警察署

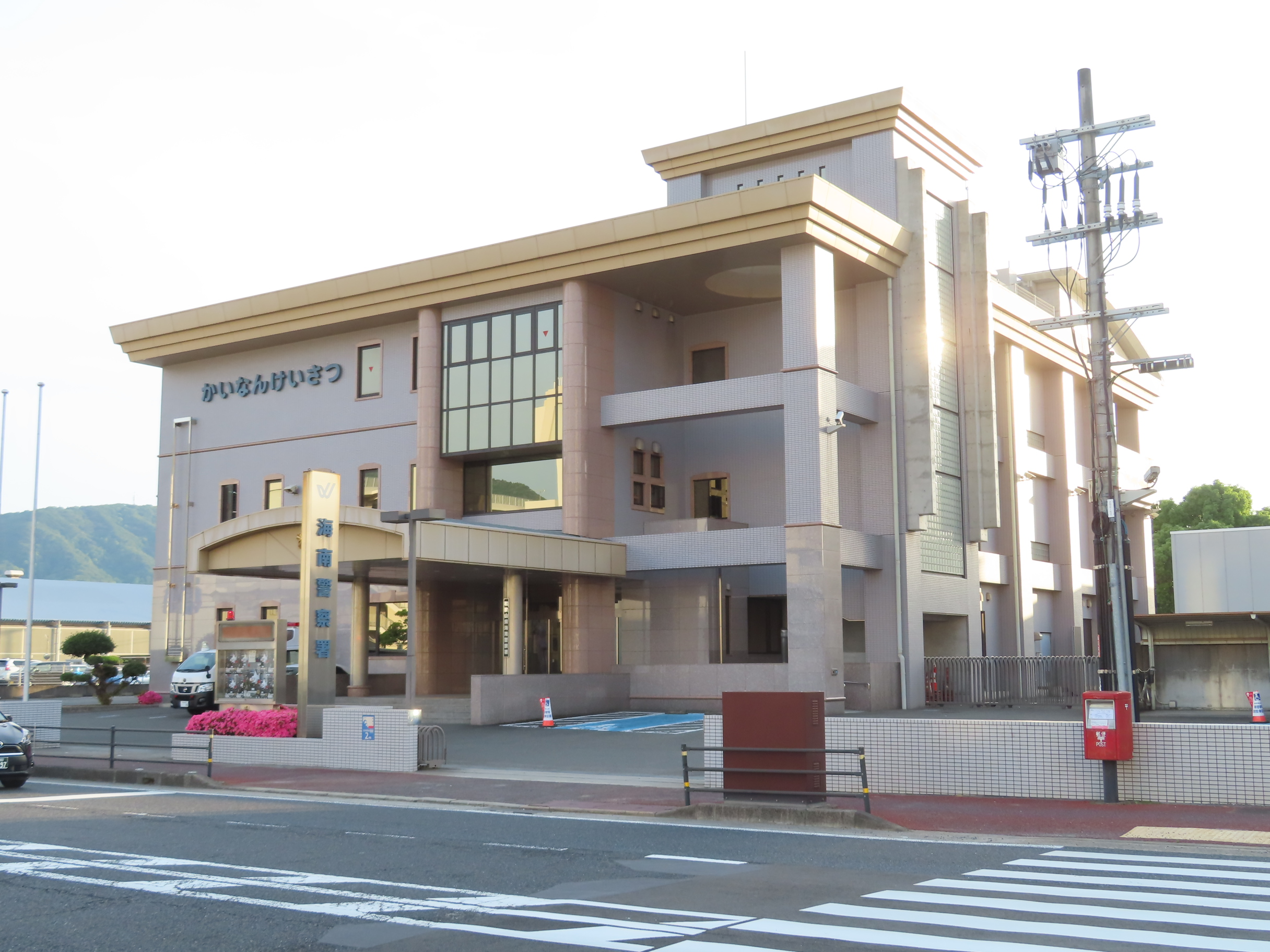
海南警察署

海南警察署（かいなんけいさつしょ）は、和歌山県警察が管轄する警察署の一つ。
識別章所属表示はWK（かつらぎ署、和歌山北署、串本署も同様）。

## 所在地
- 〒642-0002 和歌山県海南市日方1294番地24

## 管轄区域
- 海南市（和歌山東警察署管轄地域を除く）
- 和歌山市の一部区域
- 海草郡紀美野町

## 沿革
- 2005年（平成17年）4月1日 旧・海南市と下津町が合併し、新・海南市となったため、管轄区域市町村数が、2市3町から、2市2町になった。
- 2006年（平成18年）1月1日 野上町と美里町が合併し、紀美野町となったため、管轄区域市町村数が、2市2町から、2市1町になった。

## 組織
- 警務課
- 会計課
- 生活安全刑事課
- 地域課
- 交通課
- 警備課

## 交番
（ ）の中は所在地

### 海南市
- 船尾交番（海南市船尾370番地）
- 海南駅前交番（海南市名高502番地6）
- 下津交番（海南市下津町下津514番地1）

### 紀美野町
- 野上交番（海草郡紀美野町動木1390番地3）

## 警察官駐在所
（ ）の中は所在地

### 海南市
- 大野中警察官駐在所（海南市大野中600番地2）
- 且来警察官駐在所（海南市且来660番地2）
- 阪井警察官駐在所（海南市阪井698番地3）
- 原野警察官駐在所（海南市原野146番地4）
- 野上中警察官駐在所（海南市野上中257番地1）
- 加茂郷警察官駐在所（海南市下津町黒田44番地8）
- 方警察官駐在所（海南市下津町方458番地1）
- 橘本警察官駐在所（海南市下津町橘本968番地1）

### 紀美野町
- 神野市場警察官駐在所（海草郡紀美野町神野市場271番地6）
- 毛原宮警察官駐在所（海草郡紀美野町毛原宮254番地12）
- 真国宮警察官駐在所（海草郡紀美野町真国宮35番地）